# Гнатюк Мирослава Михайлівна
Мирослава Михайлівна Гнатюк (нар. 25 березня 1957, с. Мшанець, Зборівський район, Тернопільська область, УРСР) — українська літературознавиця, доктор філологічних наук (2007), професор кафедри історії української літератури Інституту філології Київського національного університету імені Тараса Шевченка, член Постійної комісії за науковими напрямами для здійснення оцінювання ефективності діяльності наукових установ Секції СГН НАН України та редакційної колегії наукового збірника «Спадщина: Літературне джерелознавство. Текстологія», координаторка енциклопедичних видань «Незабутні імена Київського національного університету імені Тараса Шевченка» та «Славетні імена Київського національного
університету імені Тараса Шевченка».

## Життєпис
Мирослава Гнатюк народилася 25 березня 1957 року в селі Мшанець Зборівського району Тернопільської області.
У 1981 році з відзнакою закінчила Інститут філології Київського університету імені Тараса Шевченка за спеціальністю «Українська мова і література», згодом — аспірантуру і докторантуру при відділі рукописних фондів і текстології Інституту літератури імені Тараса Шевченка НАН України.
З 1975 по 1981 рік працювала у Головній редакції Української радянської енциклопедії молодшим редактором редакції літератури, мови, педагогіки, народної освіти і бібліографії.
У 1981–1996 роках працювала науковим співробітником відділу рукописних фондів і текстології Інституту літератури ім. Т.Г. Шевченка НАН України.
12 листопада 1985 року захистила кандидатську дисертацію «Творча історія «червоноградського циклу» Івана Сенченка як вияв ідейно-художньої еволюції письменника».
З 1996 по 2002 рік Мирослава Гнатюк — доцент кафедри методики викладання мов і літератури Київського міжрегіонального інституту удосконалення вчителів імені Б. Д. Грінченка.
З 2002 року Мирослава Гнатюк працювала старшим науковим співробітником науково-дослідної частини Інституту літератури ім. Т.Г.Шевченка НАН України.
У 2007 році захистила докторську дисертацію «Текстологічні проблеми творчості Юрія Яновського: теоретичний аспект».
З 2007 року Мирослава Гнатюк — професор кафедри історії української літератури Інституту філології Київського національного університету імені Тараса Шевченка.

## Доробок
Наукові монографії
- Над текстами Івана Сенченка. — Київ: «Наукова думка», 1989. — 110 с.
- Роман і біографія. «Людолови» З.П.Тулуб. — Київ: «Наукова думка» - Ленвіт, 1994. — 80 с.
- Юрій Яновський: текст і авантекст. — К., Ніжин: «Видавництво «Аспект-Поліграф», 2006. — 328 с.

Навчальні посібники
- Текстологічні студії. — Київ: ВПК «Експрес-поліграф», 2011. — 156 с.

Вибрані статті
- Модифікація жіночої персоносфери у малій прозі Людмили Тарнашинської // Наукове товариство ім. Шевченка: Донецький вісник наукового товариства ім. Шевченка. Літературознавство: Т. 27. — 2009. — 347 с. — С. 244-253.

Людмила Тарнашинська : Наук.-допоміж. біобібліогр. покажчик / Упоряд. Г. В. Волянська; Наук. ред. В. Кононенко, Нац. парламент б-ка України М-ва культури і туризму України. — К.: НПБУ, 2006. – 120 с.
- Академічна історія української літератури: традиції і новаторство // Слово і Час. — 2006. — № 4. — С. 65-66[4]
- Літературознавча енциклопедія – духовний запит часу // Слово і Час. — 2007. — № 12. — С. 76-79[5].
- Національна онтологія як текст: Тарас Шевченко і Василь Стус // Наукові записки ТНПУ імені В.Гнатюка // Літературознавство: Зб. наук. праць з нагоди 60-річчя доктора філол. наук, проф. Миколи Ткачука. — Тернопіль: ТНПУ, 2009. — Вип. 27. — С.242 — 251.
- Пізнати іншого в собі: поетичний діалог Юрія Коваліва та Олесі Мудрак // Слово і Час. — 2009. — № 4. — С. 102-108[6].
- Варіативність самовияву: науковий і художній Текст Людмили Тарнашинської // Слово і Час. — 2010. — № 1. — С. 117-123[7].
- Генетична критика і текстологія: діалогізм дискурсивних практик // Літературознавчі студії: Зб. наук. праць. — Вип. 26. — Київ: ВПЦ «Київський університет», 2010. – С.52 – 55.
- Історико-літературна текстологія: когнітивний аспект // Філологічні семінари: Що таке історія літератури? — Київ: Логос, 2010. — С.85 – 93.
- Все зроблене лишається… Незгасне світло душі Тетяни Маслянчук // Спадщина. Літературне джерелознавство. Текстологія. — К.: ВД «Стилос», 2010. — Т. 5. — С. 7-21.[8]
- Спасове яблуко Емми Андієвської // Кур'єр Кривбасу. – 2011. - № 256 – 257 (березень-квітень). — С. 3 — 12.
- Під знаком вічності: феноменологія слова Михайлини Коцюбинської і Василя Стуса// Соборність. — 2011. — № 1-2. — С.176 — 188.
- Націєтвірна домінанта художнього мислення Володимира Самійленка // Наукові записки ТНПУ імені В.Гнатюка //Літературознавство. — Вип. 34. — Тернопіль: ТНПУ, 2012. — С. 3 — 11.
- Інтертекстологія як метод літературознавчого дослідження// Теорія літератури: концепції, інтерпретації: Зб. наук. праць. — Київ: Логос, 2012. – С. 56 – 69.
- Література спадщина В. Винниченка в рецепції українських текстологів// Літературознавчі студії: Зб. наук. праць. – Вип. 32. — Київ: ВПЦ «Київський університет», 2012. – С.51 – 60.
- Текстологія – базова філологічна дисципліна // Слово і час. – 2013. – № 8. – С.32 – 45[9].
- Франкова теорія рецепції художнього твору і деякі проблеми рецептивної естетики // Слово і час. — 2013. — № 7. — С. 37-45[10].
- Текстологічна «п'ятирічка» «Слова і Часу» // Слово і час. — 2013. — № 12. — С. 24-29[11].

## Відзнаки, премії та звання
- 1986 Кандидат філологічних наук;
- 1996 Почесна грамота Міністерства освіти і науки України за плідну роботу з організації діяльності Малої академії наук України, вагомий внесок у формування юної наукової зміни;
- 1997 Почесна грамота Міністерства освіти і науки України за велику науково-методичну роботу;
- 1998 Доцент;
- 1998 Почесна грамота Міністерства освіти і науки України за активну участь у науково-методичному забезпеченні філологічного напрямку Всеукраїнського конкурсу-захисту науково-дослідницьких робіт учнів-членів МАН України;
- 2001 Грамота Головного управління освіти Київської міської державної адміністрації за сумлінну працю, особистий внесок у справу фахового удосконалення вчителів;
- 2007 Доктор філологічних наук;
- 2011 Лауреат міжнародної літературної премії імені Івана Кошелівця;
- 2012 Премія імені Г. О. Костюка у галузі літературознавства[12].